# Libellula comanche
La libélula comanche (Libellula comanche) es una libélula de la familia de las libélulas rayadoras (Libellulidae). Esta especie usualmente  vuela activamente alrededor de sus sitios de percha. Percha en la punta de pastos, tallos inclinados y otros tipos de vegetación cercana o colgando sobre el agua 2.

## Clasificación y descripción de la especie
Libellula es un género principalmente holártico compuesto por  30 especies, 27 de las cuales se encuentran en el continente americano 2,3. Las libélulas de este grupo generalmente son los individuos dominantes en charcas, estanques y lagos 2. Libellula está muy cercanamente emparentado a los géneros Ladona y Plathemis 3. Las especies de este género usualmente presentan coloraciones brillantes y manchas conspicuas en las alas que ayudan a su identificación 2. La cara de esta especie es blanca; el tórax es café al frente con coloración clara o crema en los costados; el abdomen es de tonalidad café; el tórax y el abdomen se vuelven de color azul pruinoso en individuos maduros.

## Distribución de la especie
México (Chihuahua, Coahuila, Sonora); E.U.A. (Arizona, California, Colorado, Idaho, Kansas, Nevada, Nuevo México, Oklahoma, Oregón, Texas, Utah, Wyoming) 1.

## Hábitat
Se encuentra en manantiales, filtraciones y remansos en ríos 1.

## Estado de conservación
Se considera como especie de preocupación menor en la lista roja de la IUCN 1.